# Antonio Páez
Antonio Páez Montero (Arenas del Rey, Granada, 5 de septiembre de 1956) fue un atleta español. En 1979 consiguió lo que hasta entonces era un hito en el atletismo español, se proclamó campeón de Europa En pista cubierta de 800 m lisos, con este triunfo fue un pionero que abrió puertas a otros españoles que destacaron en los ochocientos metros como Colomán Trabado, Benjamín González, Luis Javier González, José Arconada, Tomás de Teresa, Roberto Parra, Antonio Reina entre otros.
Se tuvo que retirar de forma prematura a los 25 años por una acumulacion de lesiones, retomando su actividad pasada la treintena siendo desde entonces un atleta muy cotizado en los grandes mítines y por los mejores corredores de la época para realizar la labor de liebre.

## Trayectoria
Antonio Páez Montero, atleta de gran estatura, mide 1.84 y pesaba 72 kg cuando competía. Pertenecía al club Vallehermoso de Madrid bajo las órdenes del entrenador Manuel Pascua Piqueras. Fue dos veces campeón de España en pista cubierta y el primer atleta español en conseguir ser campeón de Europa en pista (aunque fuera en pista cubierta) de la historia con su victoria en el Europeo de Viena 79 en los 800 m lisos. Páez también fue el primer español en conseguir encabezar un ranking mundial. Esto ocurrió en el año 1979 en la prueba de 800 m en pista cubierta. La marca fue de 1'47"37 y fue conseguida en el Campeonato de Europa de Pista Cubierta de Viena. En el Europeo en pista cubierta de Grenoble del 81 volvió a ser medallista aunque de Bronce. Pero en 1982, en el Europeo de Milán, volvió a conseguir el título europeo. Participó en los Juegos Olímpicos de Moscú 1980 donde pasó la primera ronda para caer en semifinales.
En 1979, la Agrupación Española de Periodistas Deportivos le consideró el “Mejor deportista español amateur del año”.
Asimismo, Antonio Páez fue el primer atleta español que rompió la barrera del 1'46" al correr los 800 metros en 1'45"3 el 19 de julio de 1980 en Madrid (después reconvertidos en 1'45"69 porque ese día la toma fue manual), mejorando los 1'46"6 de Andreu Ballbé del año 1976 realizados en el miting de Zúrich. En el año 1980 batió el récord de España de 1000 metros en los Bislet Game de Oslo, con una marca de 2'16"7. Dicha marca fue en su día la cuarta mejor de la historia. En dicho meeting el ganador fue el británico Sebastian Coe, que hizo récord del mundo con una marca de 2'14"3. Este récord de 1000 metros le duró 12 años y fue batido en Andújar por el campeón olímpico Fermín Cacho, que lo dejó en 2'16"3. En esta carrera fue el propio Antonio Páez el que ejerció de liebre para que Fermín lograra el récord de España. Su entrenador fue Manuel Pascua, este entrenador seguía un modelo distante al de la época de la Escuela Británica, tan de moda en los 80, y se aproximaba muchísimo más a las tesis de la Escuela Italiana auspiciada por Enrico Arcelli, que preconizaba un acercamiento a los 400 metros para los corredores de 800 con un gran aumento del trabajo anaeróbico y de fuerza con respecto a la otra escuela de moda de la época. Debido a las lesiones (tuvo 5 operaciones de rodilla: condromalacia, ligamentos, menisco...) Antonio Páez tuvo que abandonar prematuramente la alta competición a los 25 años, y estuvo parado desde los 25 años a los 30 años. Después ejerció de liebre (muy solicitada, por cierto, por los grandes milleros de la época) desde los 30 años hasta los 42 cuando se retiró definitivamente. Muchos de los récords europeos y nacionales de los distintos países fueron establecidos gracias a su contribución como liebre. 
Atletas como Said Auita, José Manuel Abascal, José Luis González, o los británicos Steve Ovett y Steve Cram solicitaban a menudo a los organizadores de meetings que Antonio Páez fuera la liebre.
Posteriormente, y ya como PREPARADOR FÍSICO, llevó la preparación física de tenistas profesiones como: Carolina Sprem (17 ranking WTA), Mónica Puig (27 ranking WTA. Campeona Olímpica Río de Janeiro 2016), Daniel Muñoz de la Nava (68 ATP). Al maratoniano Fabián Roncero exrecordman Europeo de 10.000 metros y Media Marathon. 
Como masajista-recuperador, llevó a atletas tales como: Fabián Roncero, Francis Obikwelu (exrecordman europeo de 100 metros y subcampeón olímpico de 100 metros en Atenas 2004. Carla Sacramento (campeona mundial de 1500
en Atenas 1997). Así como MASAJISTA-RECUPERADOR oficial, de la Real Federación Española de Atletismo durante 12 años.
Todo lo anteriormente descrito, lo compaginó con la docencia; como profesor de Secundaria en la asignatura de Educación Física.

## Palmarés
- Medalla de Oro en Campeonato de Europa En pista cubierta en Viena 1979 con una marca de: 1:47.4
- 1.º del Ranking Mundial Absoluto en la prueba de 800 metros En pista cubierta en 1979.
- Medalla de Bronce en Campeonato de Europa En pista cubierta en Grenoble 1981: 1:48.31
- Medalla de Oro en Campeonato de Europa En pista cubierta en Milán 1982 con una marca de: 1:48.02
- Campeón de España en pista cubierta de 800 m lisos: 1977 (1:53.3),1979 (1:52.7)
- Campeón de España al Aire libre de 800 m lisos: 1978 (1:48.3)
- Récord de España de 800 m absoluto en 1980 (1'45"69) Madrid.
- Récord de España de 1000 m absoluto en 1980 (2'16"7) Oslo.
- Récord de España de 800 m absoluto en pista cubierta 1979 (1'47"37) Viena.
- Récord de España de 1000 m Absoluto En pista cubierta 1982 (2'22"06) New York.
- Semifinalista Olímpico Moscú 1980.
- Medalla de Plata al Mérito Deportivo del Consejo Superior de Deportes.
- Mejor deportista amateur español por la Agrupación Española de Periodistas Deportivos (1979).
- Mejor deportista amateur español para el diario deportivo “AS”. (1979)
- Medalla de Oro de Real Federación Española de Atletismo.
- Medalla de Plata de la Comunidad de Madrid.

- Datos: Q604486